# 日本カバディ協会
一般社団法人日本カバディ協会（にほんカバディきょうかい）は、日本におけるカバディの国内競技連盟である。国際カバディ連盟、アジアカバディ連盟、日本レクリエーション協会に加盟している。日本オリンピック委員会承認団体。

## 沿革
- 1981年 - 日本アマチュアカバディ協会設立。
- 2007年 - 日本カバディ協会に名称変更

## 大会
- 東日本カバディ選手権大会
- 全日本カバディ選手権大会
- 全国学生カバディ選手権大会